# Dukan-Diät

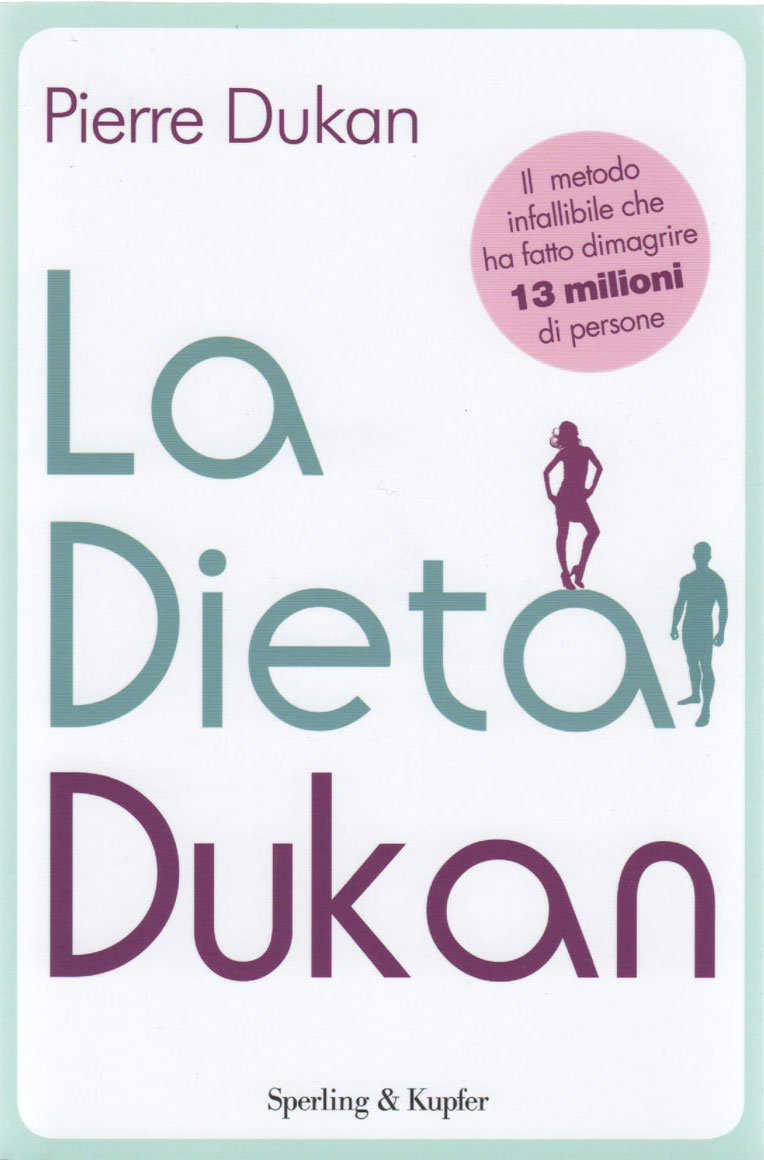
Italienische Ausgabe

Die Dukan-Diät ist eine Diät, die von dem französischen Ernährungsmediziner Pierre Dukan in den späten 1970er Jahren entwickelt worden ist. Der Diätansatz basiert auf einer proteinreichen Ernährung (tierisches und pflanzliches Eiweiß) bei weitestgehendem Verzicht auf Kohlenhydrate (Reis, Kartoffeln, Alkohol, Zucker usw.) und einer dezidierten Einschränkung der Fettzufuhr.

## Einordnung
Die Dukan-Diät unterscheidet sich von vielen anderen Diätformen, die eher eine brennwertarme Ernährung mit kleineren Portionen empfehlen. Historisch betrachtet reiht sie sich unter die sogenannten Low-Carb-Diäten ein, die seit Mitte der 1990er Jahre einen Aufschwung erlebten. Bei einer solchen ketogenen Diät geht es in erster Linie darum, Kohlenhydrate so weit wie möglich zu vermeiden. Darüber publizierte bereits 1874 der Engländer William Banting sein Buch Letter on Corpulance.

## Diätregeln
Bei der Dukan-Diät müssen keine „Kalorien gezählt“ werden. Sie besteht aus vier Phasen, in denen 72 proteinhaltige Lebensmittel und 28 Gemüsesorten miteinander kombiniert und in unbegrenzter Menge gegessen werden dürfen. Dies wird für Personen, die unter Adipositas leiden, als hilfreich angesehen, da diese gewohnt sind, eher große Mengen an Nahrung zu sich zu nehmen.
Die sogenannte „Angriffsphase“ dauert ca. 1 bis 10 Tage. In dieser Phase sind ausschließlich 72 Arten magerer, proteinreicher Lebensmittel erlaubt, außerdem 1 ½ Esslöffel Haferkleie pro Tag. Ziel ist eine rasche Gewichtsreduzierung. In der „Aufbauphase“ sind die 72 proteinreichen Lebensmittel sowie 28 Gemüsesorten erlaubt. Es werden im Wechsel reine Proteintage und Proteingemüsetage durchgeführt. Die tägliche Haferkleiemenge wird auf zwei Esslöffel erhöht. In der „Stabilisierungsphase“ soll der sogenannte Jo-Jo-Effekt verhindert werden. Vorgesehen sind 2 ½ Esslöffel Haferkleie pro Tag, und zu den 100 bereits bekannten Lebensmitteln sind erlaubt: 2 Scheiben Vollkornbrot, 40 g Hartkäse, ein Stück Obst.
In der dauerhaften „Erhaltungsphase“ sind wieder alle Lebensmittel erlaubt. Allerdings sollte sich im besten Fall in den vorangegangenen Phasen der Diät eine neue Einstellung zum Essen entwickelt haben, die das Halten des erreichten Gewichts zur Folge hat. Zusätzlich wird an einem Tag der Woche ein strenger Proteintag ähnlich wie in der ersten Phase empfohlen, der das Gewicht langfristig stabilisieren soll.

## Bewertung, Risiken
Während manche die Low-Carb-Diäten grundsätzlich für „nicht bedenklicher als andere“ Diäten halten, gehört die Dukan-Diät laut der Britischen Gesellschaft für Ernährung zu den schlimmsten Diäten. Pierre Dukan hat 2014 seine Zulassung als Arzt verloren.
Durch die vermehrte Aufnahme von Proteinen kann die Diät für Personen mit schwachen Nieren gefährlich werden. Außerdem ist sie nicht empfehlenswert für Schwangere, für stillende Mütter, bei Diabetes I und II sowie bei Herzproblemen.